# Alice Sharpe
Alice Louise Sharpe (* 3. Mai 1994 in München) ist eine irische Radrennfahrerin, die auf Straße und Bahn aktiv ist.

## Sportliche Laufbahn
Alice Sharpe wurde in Deutschland geboren, wuchs im britischen Cambridge auf und startet seit 2018 für Irland.
Seit 2017 bestreitet Sharpe international Radrennen, zunächst hauptsächlich auf der Straße. 2018 belegte sie bei der irischen Straßenmeisterschaft Rang drei. Bei der Tour de Belle Isle en Terre – Kreiz Breizh Elites Dames wurde sie Siebte der Gesamtwertung und belegte in der Bergwertung Platz zwei. Im Jahr darauf startete für das WCC Team des Weltradsportverbandes UCI und wurde nationale Straßenmeisterin. 2019 startete sie zudem auf der Bahn mit dem irischen Frauen-Vierer in der Mannschaftsverfolgung. Bei den UEC-Bahn-Europameisterschaften 2019 belegt sie gemeinsam mit Mia Griffin, Orla Walsh und Kelly Murphy Rang neun. Auch ging sie bei den Europaspielen 2019 in Minsk an den Start.
2024 wurde Alice Sharpe für die Teilnahme an den Olympischen Spielen in Paris nominiert, wo sie in der Mannschaftsverfolgung und mit Lara Gillespie im Zweier-Mannschaftsfahren starten soll.

## Erfolge

### Straße
2019
- Irische Meisterin – Straßenrennen

2022
- Irische Meisterin – Straßenrennen

### Bahn
2021
- Nations’ Cup in Sankt Petersburg – Mannschaftsverfolgung (mit Kelly Murphy, Lara Gillespie und Mia Griffin)
- Europameisterschaft – Mannschaftsverfolgung (mit Mia Griffin, Emily Kay und Emily Kay)

## Teams
- 2019 WCC Team
- 2020 Team Ciclotel
- 2021 Team Rupelcleaning